# Frimärken i Sverige

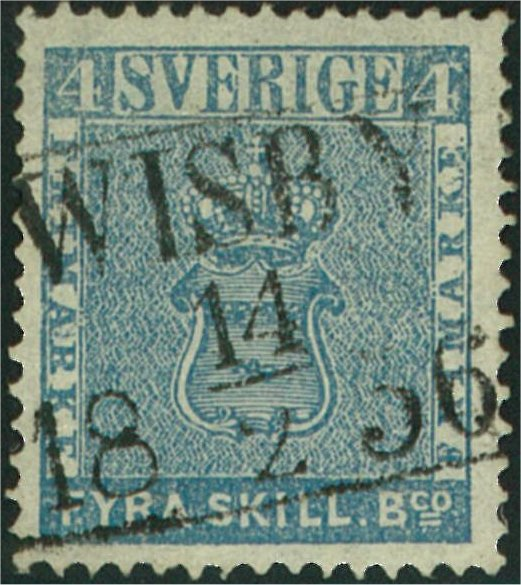
Sveriges första frimärke var enligt Post-Styrelsen 4 skilling banco.

Frimärken i Sverige har utgivits sedan 1855. Sverige var relativt sent med frimärken; de första svenska frimärkena utkom den 1 juli 1855, jämfört med Storbritanniens första märke, One Penny Black, som utkom den 1 maj 1840.
Sveriges frimärkshistoria har formats dels av framsteg i teknik, dels av successiva utvidgningar av motivkretsen.

## Sveriges första frimärken

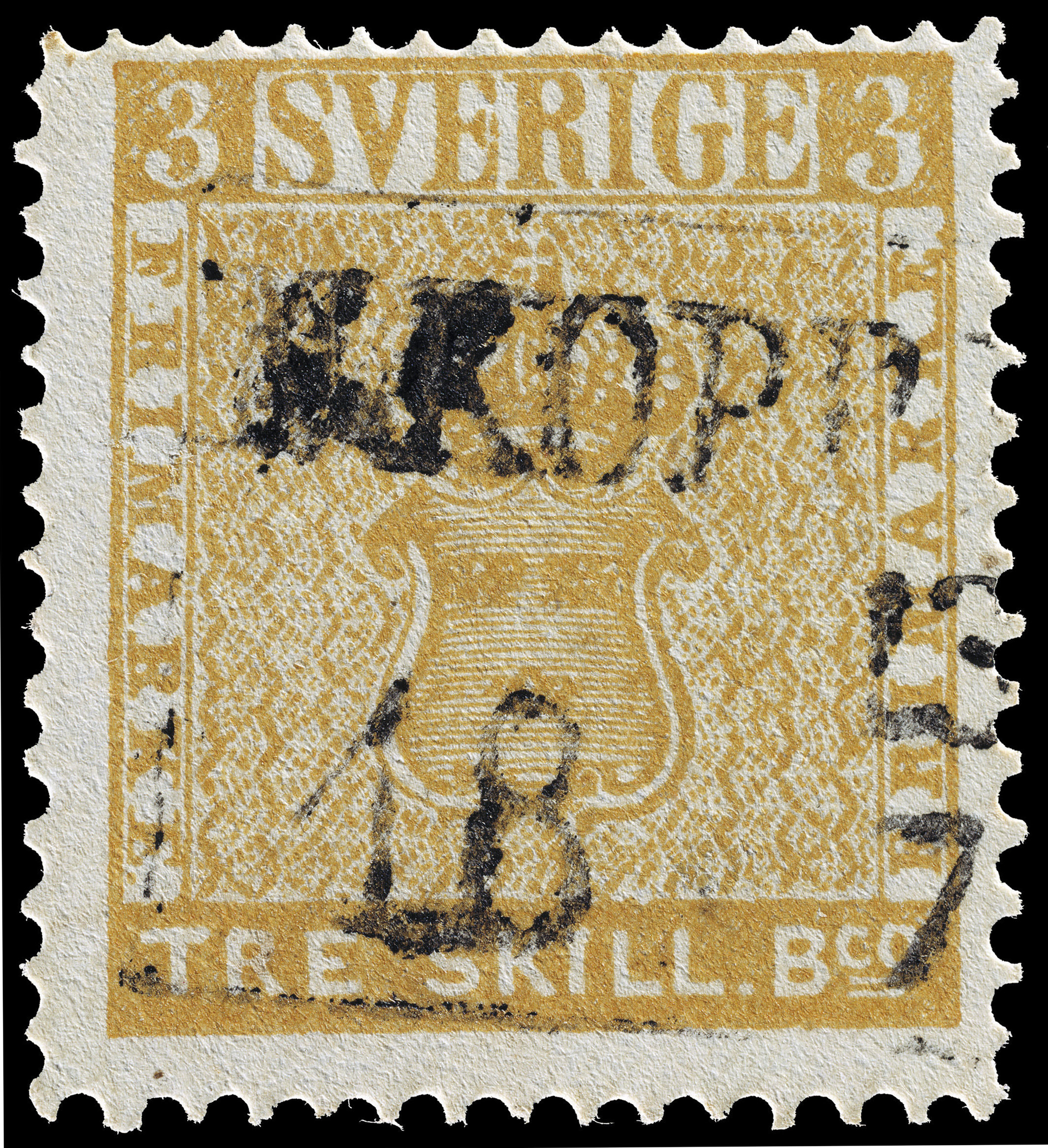
Gul tre skilling banco

De första frimärkena, skilling b:co-märkena (skilling banco), utgavs i valörerna 3, 4, 6, 8 och 24 skilling banco eftersom Sverige ännu inte hade genomfört öresreformen. 1 skilling banco motsvarade då 3⅛ öre. De hade det svenska lilla riksvapnet i mitten. Skilling banco-märkenas valörer angavs i denna ordning av poststyrelsen: 4, 8, 24, 3 och 6 skilling banco. Det första vanliga inrikes normalfrimärket var 4 skilling banco, som hade störst upplaga, och 8 skilling banco var avsett för andra viktklassen inrikes. Valörena 3 och 6 var kompletteringsvalörer eller för viss utrikespost. Frimärkskataloger listar dock de fem märkena efter valör i ordningen 3, 4, 6, 8 och 24 skilling banco, och ger alltså 3 skilling banco nummer 1 som Sveriges första frimärke.

### Sveriges dyraste frimärke och samlarobjekt
Gul tre skilling banco är ett förmodat feltryck (färgen skulle varit grön) som är känt i endast ett unikt exemplar. Det är förmodligen Sveriges internationellt mest kända frimärke. Märket har bytt ägare flera gånger, varje gång mot allt högre priser. Diskussioner har emellertid förekommit där man fört fram teorier om att den gula färgen skulle kunna vara ett falsifikat: ett normalt märke skulle kemiskt ha manipulerats så att originalets gröna färg övergått till gult.

## Huvudlinjerna i frimärksutgivningen
I Sverige har tre slag av frimärken utgivits:
- bruksfrimärken under hela frimärkshistorien
- jubileums- och minnesfrimärken från 1920-talet och framåt
- rena motivfrimärken från 1950-talet och framåt

### Bara bruksfrimärken 1855–1920
Under de första 65 åren fram till 1920 var alla svenska frimärken bruksfrimärken; bruksfrimärken är menade att användas under lång tid. På bruksfrimärken finns blott siffror, bokstäver och dekorativ inramning, eller så avbildas regerande monark eller ett fåtal andra motiv och symboler. Utöver kungaporträtt och siffervalörer fanns före 1920 enbart frimärken som bar riksvapnen eller symboliserade Postverket. Ett exempel på det sistnämnda är det första frimärket med en egentlig bild, Posthuset i Stockholm 1903.

### Jubileumsfrimärken och minnesfrimärken
År 1920 utgavs det första jubileumsfrimärket i Sverige. Jubileumsfrimärken är till skillnad från bruksfrimärken aktuella under en kortare tid. Jubileet 1920 gällde att trehundra år tidigare, 1620, organiserades den första moderna postbefordran i Sverige, som var öppen för både statspost och privatpost. Efter Lützenjubileet 1932 ökade utgivningen av jubileumsfrimärken.
”Jubileumsfrimärke” motsvarar i stort sett engelska commemorative stamp och franska timbre commémoratif. Men det svenska ”jubileumsfrimärke” är ett smalare begrepp eftersom ”jubileum” betecknar att ett jämnt antal århundraden eller årtionden förflutit sedan en händelse. Många commemorative stamps utges till minne av en händelse eller en person utan att en förfluten tidsrymd åberopas. På svenska finns ordet ”minnesfrimärke”, som bland annat användes av postverket om kungabröllopsfrimärkena 1976. Det internationella begreppet commemorative stamp omfattar således ”jubileumsfrimärke” och ”minnesfrimärke” i Sverige. Det första minnesfrimärket utgavs i Sverige 1924 till minne av åttonde världspostkongressen 1924.

### Förnyelse 1949 och motivfrimärken under folkhemmets storhetstid
Mot slutet av 1940-talet tröttnade allmänna opinionen i Sverige på jubileumsfrimärkenas utformning; märkena ansågs fantasilösa och tråkiga.  Postverkets generaldirektör Erik Swartling, som tillträdde i december 1946, hade redan börjat planera för en konstnärlig förnyelse. År 1949 utkom välgjorda frimärken, ett jubileumsfrimärke till August Strindberg och ett minnesfrimärke om Lingiaden.
Den konstnärliga uppryckningen ledde slutligen till en total omvandling av den svenska frimärksutgivningen. Utgivningen ökade, motivfrimärkena blev dominerande, och förutom jubileums- och minnesfrimärken kom en mängd märken som hade motiv för motivets egen skull: rena motivfrimärken, som inte anknyter till en händelse, till postverket, till en monark eller till rikssymboler (riksvapnet eller Stockholms slott). Det första rena motivfrimärket kom 1954 med hällristningsfrimärken – bortsett från ett flygpostfrimärke med svanar som kom 1942.
Under folkhemmets storhetstid blev motivfrimärken som uppvisade en stolthet över Sverige dominerande i utgivningen, även om traditionella bruksfrimärken med kungligheter fortsatte att ges ut. Åren 1967–1968 utgavs flera rena motivfrimärken med landskap och djur, vilket inledde en stark ökning av de rena motivfrimärkena. Påfallande ofta fanns i folkhemmets frimärken ett slags nationalromantik, med hällristningar, runstenar, arkeologiska fynd, fornminnen, allmogekonst, allmogebyggnader, nyckelharpor, folkdräkter, medeltida kyrkor, kyrkokonst, djur och natur. Detta blandades med idrott, industri, jämställdhetspolitik, och andra exponenter för framstegsoptimism. Ofta utgavs frimärken som var rena motivfrimärken: ingen person eller händelse firades, utan motivet återgavs för sin egen skull. I andra fall utgavs frimärken som var både motivfrimärken och jubileumsfrimärken/minnesfrimärken, som ett flertal landskapsbilder vid 200-årsminnet av Carl von Linnés död 1978. Denna nationella inriktning på svensk natur och tradition är skönjbar i utgivningen ännu in på 2000-talet.
Under hela den moderna perioden har bruksfrimärken fortsatt att ha en stor roll, bland annat som rabattfrimärken 1979–1993. Under tiden efter 1953 har Sverige alltså haft de tre huvudgrupperna
- bruksfrimärken,
- jubileums- och minnesfrimärken (engelska commemorative stamps), och
- rena motivfrimärken.

Jubileums- och minnesfrimärkena, och många bruksfrimärken, är också motivfrimärken i vid mening. Det som utmärker utgivningen särskilt från slutet av 1960-talet är att så många rena motivfrimärken har utgivits, som återger omtyckta svenska motiv utan samband med aktuella händelser eller jubileer.

## Viktiga frimärksperioder och utgivningar
- Vapentyp I, Skilling banco (1855–1858)
- Lokalfrimärken (1856–1862)
- Vapentyp II, Öre (1858–1872)
- Liggande lejon (1862–1866)
- Ringtyp tandning 14 (1872–1876)
- Ringtyp tandning 13 (1877–1879)
- Ringtyp med posthorn (1886–1891)
- Provisorier (1889)
- Oscar II, boktryck (1885–1886)
- Oscar II, koppartryck (1891–1911)
- Gustav V, medaljong (1910–1919)
- Landstormsfrimärke (1916–1918)

- Bandfrimärken (1920–1938) trycktes på 'Stickneypressen'
  - Stående lejon (1920–1934)
  - Postemblem (1920–1933)
  - Gustav V, profil vänster (1921–1936)
  - Världspostkongressen och Världspostföreningen (1924)
  - Postverket 300 år (1936)

- Från 1938 trycktes märkena på den första Goebelpressen
  - Gustav V, profil höger (1939–1948)
  - Tre kronor (1939–1969)
  - Gustav VI Adolf, typ I (1951–1957)
  - Norden (1956–)
  - Gustav VI Adolf, typ II (1957)
  - Europamärken (1960–)
  - Gustav VI Adolf, typ III (1961–1971)
  - Årliga nobelmärken (1961–2004)

- Frimärkspress II från Goebel - tre- eller sexfärgspress för stålgravyrtryck (1965)
  - Rabattfrimärken (1979–1993)

- Frimärkspress III från Goebel - en kombinationspress för fyrfärgsoffset och sex färger i stålgravyr (1983)
  - Julfrimärken (1990–)
  - Hälsningsfrimärken (1992–1998)
  - Självhäftande märken (2000–)